# Calcio ai Giochi della XXVIII Olimpiade - Convocazioni al torneo maschile
Questa pagina è un elenco di tutti i calciatori convocati ai giochi olimpici estivi 2004 di calcio.
Nota bene: con (+) sono indicati i calciatori fuoriquota.

## Gruppo A

### Corea del Sud
Allenatore:  Kim Ho-kon
| N. | Pos. | Giocatore          | Data nascita (età)          | Pres. | Squadra            |
| -- | ---- | ------------------ | --------------------------- | ----- | ------------------ |
| 1  | P    | Kim Young-kwang    | 28 giugno 1983 (21 anni)    |       | Chunnam Dragons    |
| 2  | D    | Choi Won-kwon      | 8 novembre 1981 (22 anni)   |       | Seoul              |
| 3  | D    | Kim Chi-gon        | 29 luglio 1983 (21 anni)    |       | Seoul              |
| 4  | D    | Park Yong-ho       | 25 marzo 1981 (23 anni)     |       | Seoul              |
| 5  | D    | Cho Byung-kuk      | 1º luglio 1981 (23 anni)    |       | Suwon Bluewings    |
| 6  | D    | Yoo Sang-chul (+)  | 18 ottobre 1971 (32 anni)   |       | Yokohama F·Marinos |
| 7  | C    | Kim Do-heon        | 14 luglio 1982 (22 anni)    |       | Suwon Bluewings    |
| 8  | C    | Chung Kyung-ho (+) | 22 maggio 1980 (24 anni)    |       | Ulsan HD           |
| 9  | A    | Lee Chun-soo       | 9 luglio 1981 (23 anni)     |       | Real Sociedad      |
| 10 | A    | Choi Sung-kuk      | 8 febbraio 1983 (21 anni)   |       | Ulsan HD           |
| 11 | A    | Choi Tae-uk        | 13 marzo 1981 (23 anni)     |       | Incheon Utd        |
| 12 | C    | Park Kyu-seon      | 24 settembre 1981 (22 anni) |       | Jeonbuk Hyundai    |
| 13 | C    | Kim Dong-jin       | 29 gennaio 1982 (22 anni)   |       | Seoul              |
| 14 | C    | Kim Jung-woo       | 9 maggio 1982 (22 anni)     |       | Ulsan HD           |
| 15 | D    | Lee Jung-youl      | 16 agosto 1981 (22 anni)    |       | Seoul              |
| 16 | A    | Namkung Do         | 4 giugno 1982 (22 anni)     |       | Jeonbuk Hyundai    |
| 17 | A    | Cho Jae-jin        | 9 luglio 1981 (23 anni)     |       | Shimizu S-Pulse    |
| 18 | P    | Kim Jee-hyuk       | 26 ottobre 1981 (22 anni)   |       | Busan I'Cons       |

### Grecia
Allenatore:  Stratos Apostolakīs
| N. | Pos. | Giocatore                   | Data nascita (età)          | Pres. | Squadra       |
| -- | ---- | --------------------------- | --------------------------- | ----- | ------------- |
| 1  | P    | Georgios Abaris             | 23 aprile 1982 (22 anni)    |       | Īraklīs       |
| 2  | D    | Aris Galanopoulos           | 29 settembre 1981 (22 anni) |       | Kalamata      |
| 3  | D    | Panagiōtīs Lagos            | 18 luglio 1985 (19 anni)    |       | Īraklīs       |
| 4  | D    | Vaggelīs Moras              | 26 agosto 1981 (22 anni)    |       | AEK Atene     |
| 5  | D    | Spyridōn Vallas             | 26 agosto 1981 (22 anni)    |       | Olympiacos    |
| 6  | C    | Ieroklīs Stoltidīs (+)      | 2 febbraio 1975 (29 anni)   |       | Olympiacos    |
| 7  | A    | Anestīs Agritīs             | 16 aprile 1981 (23 anni)    |       | Egaleo        |
| 8  | D    | Konstantinos Nebegleras (+) | 14 aprile 1975 (29 anni)    |       | Īraklīs       |
| 9  | A    | Dimitris Salpingidis        | 18 agosto 1981 (22 anni)    |       | PAOK          |
| 10 | C    | Nikolaos Mītrou             | 10 luglio 1984 (20 anni)    |       | Paniōnios     |
| 11 | A    | Dīmītrios Papadopoulos      | 20 ottobre 1981 (22 anni)   |       | Panathīnaïkos |
| 12 | D    | Chrīstos Karypidīs          | 2 dicembre 1982 (21 anni)   |       | PAOK          |
| 13 | C    | Fanourīs Goundoulakīs       | 13 luglio 1983 (21 anni)    |       | Paniōnios     |
| 14 | C    | Giōrgos Fōtakīs             | 29 ottobre 1981 (22 anni)   |       | Egaleo        |
| 15 | C    | Miltos Sapanis (+)          | 28 gennaio 1976 (28 anni)   |       | Panathīnaïkos |
| 16 | D    | Loukas Vyntra               | 5 febbraio 1981 (23 anni)   |       | Panathīnaïkos |
| 17 | C    | Giannīs Taralidīs           | 17 maggio 1981 (23 anni)    |       | Olympiacos    |
| 18 | P    | Kleopas Giannou             | 4 maggio 1982 (22 anni)     |       | Olympiacos    |
| 21 | A    | Dimos Manousakis            | 19 gennaio 1981 (23 anni)   |       | Chalkidona    |

### Mali
Allenatore:  Cheick Oumar Koné
| N. | Pos. | Giocatore            | Data nascita (età)          | Pres. | Squadra            |
| -- | ---- | -------------------- | --------------------------- | ----- | ------------------ |
| 1  | P    | Fousséni Tangara (+) | 12 giugno 1978 (26 anni)    |       | Mantes             |
| 2  | C    | Mamadi Berthé        | 17 gennaio 1983 (21 anni)   |       | Sedan              |
| 3  | D    | Adama Tamboura       | 18 maggio 1985 (19 anni)    |       | Djoliba            |
| 4  | P    | Soumbeïla Diakité    | 25 agosto 1984 (19 anni)    |       | Stade Malien       |
| 5  | D    | Boubacar Koné        | 21 agosto 1984 (19 anni)    |       | Bamako             |
| 6  | D    | Boucader Diallo      | 14 settembre 1984 (19 anni) |       | Stade Malien       |
| 7  | A    | Tenema N'Diaye       | 13 febbraio 1981 (23 anni)  |       | Sfaxien            |
| 8  | D    | Abdou Traoré         | 5 agosto 1981 (23 anni)     |       | Djoliba            |
| 9  | A    | Rafan Sidibé         | 12 marzo 1984 (20 anni)     |       | Stade Malien       |
| 10 | C    | Mintou Doucoure      | 19 luglio 1982 (22 anni)    |       | Centre Salif Keita |
| 11 | A    | Sedonoude Abouta     | 1º gennaio 1981 (23 anni)   |       | Djoliba            |
| 12 | D    | Drissa Diakité       | 18 febbraio 1985 (19 anni)  |       | Djoliba            |
| 13 | A    | Dramane Traoré       | 17 giugno 1982 (22 anni)    |       | Ismaily            |
| 14 | C    | Mohamed Sissoko      | 22 gennaio 1985 (19 anni)   |       | Valencia           |
| 15 | C    | Jimmy Kébé           | 19 gennaio 1984 (20 anni)   |       | Lens               |
| 16 | D    | Moussa Coulibaly     | 19 maggio 1981 (23 anni)    |       | Bamako             |
| 17 | A    | Mamadou Diallo       | 17 aprile 1982 (22 anni)    |       | USM Alger          |
| 18 | P    | Cheick Bathily       | 10 ottobre 1982 (21 anni)   |       | Djoliba            |

### Messico
Allenatore:  Ricardo La Volpe
| N. | Pos. | Giocatore            | Data nascita (età)          | Pres. | Squadra          |
| -- | ---- | -------------------- | --------------------------- | ----- | ---------------- |
| 1  | P    | José de Jesús Corona | 26 gennaio 1981 (23 anni)   |       | Tecos de la UAG  |
| 2  | D    | Francisco Rodríguez  | 20 ottobre 1981 (22 anni)   |       | Guadalajara      |
| 3  | D    | Mario Pérez          | 17 giugno 1982 (22 anni)    |       | Necaxa           |
| 4  | D    | Ismael Rodríguez     | 10 gennaio 1981 (23 anni)   |       | Monterrey        |
| 5  | C    | Israel López (+)     | 29 settembre 1974 (29 anni) |       | Toluca           |
| 6  | D    | Aarón Galindo        | 8 maggio 1982 (22 anni)     |       | Cruz Azul        |
| 7  | C    | Sinha (+)            | 23 maggio 1976 (28 anni)    |       | Toluca           |
| 8  | D    | Diego Martínez       | 15 febbraio 1981 (23 anni)  |       | Necaxa           |
| 9  | A    | Omar Bravo (+)       | 4 marzo 1980 (24 anni)      |       | Guadalajara      |
| 10 | C    | Luis Ernesto Pérez   | 12 gennaio 1981 (23 anni)   |       | Monterrey        |
| 11 | A    | Rafael Márquez Lugo  | 2 novembre 1981 (22 anni)   |       | Monarcas Morelia |
| 12 | D    | Gonzalo Pineda       | 19 ottobre 1982 (21 anni)   |       | Pumas UNAM       |
| 13 | A    | Sergio Amaury Ponce  | 13 agosto 1981 (22 anni)    |       | Toluca           |
| 14 | A    | Juan Pablo García    | 24 novembre 1981 (22 anni)  |       | Atlas            |
| 15 | D    | Hugo Sánchez         | 8 maggio 1981 (23 anni)     |       | Tigres UANL      |
| 16 | C    | Ismael Íñiguez       | 23 luglio 1981 (23 anni)    |       | Pumas UNAM       |
| 17 | C    | Gerardo Espinoza     | 3 ottobre 1981 (22 anni)    |       | Dorados          |
| 18 | P    | Guillermo Ochoa      | 13 luglio 1985 (19 anni)    |       | América          |

## Gruppo B

### Ghana
Allenatore:  Mariano Barreto
| N. | Pos. | Giocatore               | Data nascita (età)         | Pres. | Squadra             |
| -- | ---- | ----------------------- | -------------------------- | ----- | ------------------- |
| 1  | P    | George Owu              | 7 luglio 1982 (22 anni)    |       | Asante Kotoko       |
| 2  | C    | Nasir Lamine            | 7 febbraio 1985 (19 anni)  |       | Ashanti Gold        |
| 3  | A    | Baffour Gyan (+)        | 2 luglio 1980 (24 anni)    |       | Dinamo Mosca        |
| 4  | D    | Emmanuel Osei           | 23 agosto 1982 (21 anni)   |       | Sebatspor           |
| 5  | D    | John Mensah             | 29 novembre 1982 (21 anni) |       | Chievo              |
| 6  | D    | Emmanuel Pappoe         | 3 marzo 1981 (23 anni)     |       | Ashdod              |
| 7  | C    | Abubakari Yahuza        | 8 agosto 1983 (21 anni)    |       | King Faisal Babies  |
| 8  | A    | Charles Asampong Taylor | 17 giugno 1981 (23 anni)   |       | Asante Kotoko       |
| 9  | A    | Kwadwo Poku             | 5 maggio 1985 (19 anni)    |       | Midtjylland         |
| 10 | C    | Stephen Appiah (+)      | 24 dicembre 1980 (23 anni) |       | Juventus            |
| 11 | D    | Patrick Villars         | 21 maggio 1984 (20 anni)   |       | Maccabi Petah Tiqwa |
| 12 | A    | Asamoah Gyan            | 22 novembre 1985 (18 anni) |       | Udinese             |
| 13 | C    | Razak Pimpong           | 30 dicembre 1982 (21 anni) |       | Midtjylland         |
| 14 | D    | John Paintsil           | 15 giugno 1981 (23 anni)   |       | Maccabi Tel Aviv    |
| 15 | D    | Daniel Coleman          | 1º gennaio 1984 (20 anni)  |       | Hearts of Oak       |
| 16 | A    | William Tiero (+)       | 3 dicembre 1980 (23 anni)  |       | Asante Kotoko       |
| 17 | C    | Yussif Chibsah          | 30 dicembre 1983 (20 anni) |       | Asante Kotoko       |
| 18 | P    | Mohammed Alhassan       | 9 gennaio 1984 (20 anni)   |       | Asante Kotoko       |

### Giappone
Allenatore:  Masakuni Yamamoto
| N. | Pos. | Giocatore            | Data nascita (età)          | Pres. | Squadra             |
| -- | ---- | -------------------- | --------------------------- | ----- | ------------------- |
| 1  | P    | Hitoshi Sogahata (+) | 2 agosto 1979 (25 anni)     |       | Kashima Antlers     |
| 2  | D    | Marcus Tulio Tanaka  | 24 aprile 1981 (23 anni)    |       | Urawa Reds          |
| 3  | D    | Teruyuki Moniwa      | 8 settembre 1981 (22 anni)  |       | FC Tokyo            |
| 4  | D    | Daisuke Nasu         | 10 ottobre 1981 (22 anni)   |       | Yokohama F·Marinos  |
| 5  | C    | Yūki Abe             | 6 settembre 1981 (22 anni)  |       | JEF United          |
| 6  | C    | Yasuyuki Konno       | 25 gennaio 1983 (21 anni)   |       | FC Tokyo            |
| 7  | C    | Kōji Morisaki        | 9 maggio 1981 (23 anni)     |       | Sanfrecce Hiroshima |
| 8  | C    | Shinji Ono (+)       | 27 settembre 1979 (24 anni) |       | Feyenoord           |
| 9  | A    | Daiki Takamatsu      | 8 settembre 1981 (22 anni)  |       | Oita Trinita        |
| 10 | C    | Daisuke Matsui       | 11 maggio 1981 (23 anni)    |       | Kyoto Purple Sanga  |
| 11 | A    | Tatsuya Tanaka       | 27 novembre 1982 (21 anni)  |       | Urawa Reds          |
| 12 | D    | Naoya Kikuchi        | 24 novembre 1984 (19 anni)  |       | Júbilo Iwata        |
| 13 | C    | Yūichi Komano        | 25 luglio 1981 (23 anni)    |       | Sanfrecce Hiroshima |
| 14 | C    | Naohiro Ishikawa     | 12 maggio 1981 (23 anni)    |       | FC Tokyo            |
| 15 | D    | Yūhei Tokunaga       | 25 settembre 1983 (20 anni) |       | Waseda Daigaku      |
| 16 | A    | Yoshito Ōkubo        | 9 giugno 1982 (22 anni)     |       | Cerezo Osaka        |
| 17 | A    | Sōta Hirayama        | 6 giugno 1985 (19 anni)     |       | Tsukuba Daigaku     |
| 18 | P    | Takaya Kurokawa      | 7 aprile 1981 (23 anni)     |       | Shimizu S-Pulse     |

### Italia
Allenatore:  Claudio Gentile
| N. | Pos. | Giocatore          | Data nascita (età)          | Pres. | Squadra   |
| -- | ---- | ------------------ | --------------------------- | ----- | --------- |
| 1  | P    | Marco Amelia       | 2 aprile 1982 (22 anni)     |       | Parma     |
| 2  | D    | Giorgio Chiellini  | 14 agosto 1984 (19 anni)    |       | Livorno   |
| 3  | D    | Emiliano Moretti   | 11 giugno 1981 (23 anni)    |       | Bologna   |
| 4  | D    | Matteo Ferrari (+) | 5 dicembre 1979 (24 anni)   |       | Parma     |
| 5  | D    | Daniele Bonera     | 31 maggio 1981 (23 anni)    |       | Parma     |
| 6  | C    | Daniele De Rossi   | 24 luglio 1983 (21 anni)    |       | Roma      |
| 7  | C    | Giampiero Pinzi    | 11 marzo 1981 (23 anni)     |       | Udinese   |
| 8  | C    | Angelo Palombo     | 25 settembre 1981 (22 anni) |       | Sampdoria |
| 9  | A    | Alberto Gilardino  | 5 luglio 1982 (22 anni)     |       | Parma     |
| 10 | C    | Andrea Pirlo (+)   | 19 maggio 1979 (25 anni)    |       | Milan     |
| 11 | A    | Giuseppe Sculli    | 23 marzo 1981 (23 anni)     |       | Chievo    |
| 12 | A    | Andrea Gasbarroni  | 6 agosto 1981 (23 anni)     |       | Palermo   |
| 13 | D    | Andrea Barzagli    | 8 maggio 1981 (23 anni)     |       | Chievo    |
| 14 | D    | Cesare Bovo        | 14 gennaio 1983 (21 anni)   |       | Lecce     |
| 15 | C    | Marco Donadel      | 21 aprile 1983 (21 anni)    |       | Parma     |
| 16 | A    | Simone Del Nero    | 4 agosto 1981 (23 anni)     |       | Brescia   |
| 17 | C    | Giandomenico Mesto | 25 maggio 1982 (22 anni)    |       | Reggina   |
| 18 | P    | Ivan Pelizzoli (+) | 18 novembre 1980 (23 anni)  |       | Roma      |

### Paraguay
Allenatore:  Carlos Jara Saguier
| N. | Pos. | Giocatore               | Data nascita (età)          | Pres. | Squadra         |
| -- | ---- | ----------------------- | --------------------------- | ----- | --------------- |
| 1  | P    | Rodrigo Romero          | 8 novembre 1982 (21 anni)   |       | Nacional        |
| 2  | D    | Emilio Damián Martínez  | 10 aprile 1981 (23 anni)    |       | Libertad        |
| 3  | D    | Julio Manzur            | 22 giugno 1981 (23 anni)    |       | Guaraní         |
| 4  | D    | Carlos Gamarra (+)      | 17 febbraio 1971 (33 anni)  |       | Inter           |
| 5  | D    | José Devaca             | 18 settembre 1982 (21 anni) |       | Cerro Porteño   |
| 6  | D    | Celso Esquivel          | 20 marzo 1981 (23 anni)     |       | San Lorenzo     |
| 7  | A    | Pablo Giménez           | 29 giugno 1981 (23 anni)    |       | Guaraní         |
| 8  | C    | Édgar Barreto           | 15 luglio 1984 (20 anni)    |       | N.E.C.          |
| 9  | A    | Fredy Bareiro           | 27 marzo 1982 (22 anni)     |       | Libertad        |
| 10 | C    | Diego Figueredo         | 28 aprile 1982 (22 anni)    |       | Real Valladolid |
| 11 | D    | Aureliano Torres        | 16 giugno 1982 (22 anni)    |       | Guaraní         |
| 12 | D    | Pedro Juan Benítez      | 23 marzo 1981 (23 anni)     |       | Cerro Porteño   |
| 13 | C    | Julio César Enciso (+)  | 5 agosto 1974 (30 anni)     |       | Olimpia         |
| 14 | A    | Julio Valentín González | 26 agosto 1981 (22 anni)    |       | Nacional        |
| 15 | C    | Ernesto Cristaldo       | 16 marzo 1984 (20 anni)     |       | Cerro Porteño   |
| 16 | C    | Osvaldo Díaz            | 22 dicembre 1981 (22 anni)  |       | Guaraní         |
| 17 | A    | José Cardozo (+)        | 14 marzo 1971 (33 anni)     |       | Toluca          |
| 18 | P    | Diego Barreto           | 16 luglio 1981 (23 anni)    |       | Cerro Porteño   |

## Gruppo C

### Argentina
Allenatore:  Marcelo Bielsa
| N. | Pos. | Giocatore                | Data nascita (età)          | Pres. | Squadra             |
| -- | ---- | ------------------------ | --------------------------- | ----- | ------------------- |
| 1  | P    | Wilfredo Caballero       | 28 settembre 1981 (22 anni) |       | Boca Juniors        |
| 2  | D    | Roberto Ayala (+)        | 14 aprile 1973 (31 anni)    |       | Valencia            |
| 3  | D    | Nicolás Burdisso         | 12 aprile 1981 (23 anni)    |       | Inter               |
| 4  | D    | Fabricio Coloccini       | 22 gennaio 1982 (22 anni)   |       | Milan               |
| 5  | C    | Javier Mascherano        | 8 giugno 1984 (20 anni)     |       | River Plate         |
| 6  | D    | Gabriel Heinze (+)       | 19 aprile 1978 (26 anni)    |       | Paris Saint-Germain |
| 7  | A    | Javier Saviola           | 11 dicembre 1981 (22 anni)  |       | Barcellona          |
| 8  | A    | César Delgado            | 18 agosto 1981 (22 anni)    |       | Cruz Azul           |
| 9  | A    | Luciano Gabriel Figueroa | 19 maggio 1981 (23 anni)    |       | Cruz Azul           |
| 10 | A    | Carlos Tévez             | 5 febbraio 1984 (20 anni)   |       | Boca Juniors        |
| 11 | C    | Kily González (+)        | 4 agosto 1974 (30 anni)     |       | Inter               |
| 12 | A    | Mauro Rosales            | 24 febbraio 1981 (23 anni)  |       | Newell's Old Boys   |
| 13 | C    | Nicolás Medina           | 17 febbraio 1982 (22 anni)  |       | Leganés             |
| 14 | D    | Clemente Rodríguez       | 31 luglio 1981 (23 anni)    |       | Boca Juniors        |
| 15 | C    | Andrés D'Alessandro      | 15 aprile 1981 (23 anni)    |       | Wolfsburg           |
| 16 | C    | Lucho González           | 19 gennaio 1981 (23 anni)   |       | River Plate         |
| 17 | C    | Mariano González         | 5 maggio 1981 (23 anni)     |       | Racing Club         |
| 18 | P    | Germán Lux               | 7 giugno 1982 (22 anni)     |       | River Plate         |
| 21 | D    | Leandro Fernández        | 30 gennaio 1983 (21 anni)   |       | Newell's Old Boys   |

### Australia
Allenatore:  Frank Farina
| N. | Pos. | Giocatore               | Data nascita (età)          | Pres. | Squadra           |
| -- | ---- | ----------------------- | --------------------------- | ----- | ----------------- |
| 1  | P    | Brad Jones              | 19 marzo 1982 (22 anni)     |       | Middlesbrough     |
| 2  | D    | Jade North              | 7 gennaio 1982 (22 anni)    |       | Perth Glory       |
| 3  | D    | Shane Cansdell-Sherriff | 10 novembre 1982 (21 anni)  |       | Aarhus            |
| 4  | D    | Craig Moore (+)         | 12 dicembre 1975 (28 anni)  |       | Rangers           |
| 5  | D    | Jonathan McKain         | 21 settembre 1982 (21 anni) |       | Național Bucarest |
| 6  | D    | Adrian Madaschi         | 11 luglio 1982 (22 anni)    |       | Partick Thistle   |
| 7  | C    | Ahmad Elrich            | 30 maggio 1981 (23 anni)    |       | Busan I'Cons      |
| 8  | C    | Luke Wilkshire          | 2 ottobre 1981 (22 anni)    |       | Bristol City      |
| 9  | A    | John Aloisi (+)         | 5 febbraio 1976 (28 anni)   |       | Osasuna           |
| 10 | C    | Tim Cahill (+)          | 6 dicembre 1979 (24 anni)   |       | Millwall          |
| 11 | A    | Alex Brosque            | 12 ottobre 1983 (20 anni)   |       | Marconi Stallions |
| 12 | D    | David Tarka             | 11 febbraio 1983 (21 anni)  |       | Nottingham Forest |
| 13 | C    | Carl Valeri             | 14 agosto 1984 (19 anni)    |       | Inter             |
| 14 | A    | Brett Holman            | 27 marzo 1984 (20 anni)     |       | Excelsior         |
| 15 | C    | Anthony Danze           | 15 marzo 1984 (20 anni)     |       | Perth Glory       |
| 16 | C    | Spase Dilevski          | 13 maggio 1985 (19 anni)    |       | Rot-Weiss Essen   |
| 17 | C    | Ryan Griffiths          | 21 agosto 1981 (22 anni)    |       | Newcastle Jets    |
| 18 | P    | Eugene Galeković        | 12 giugno 1981 (23 anni)    |       | South Melbourne   |

### Serbia e Montenegro
Allenatore:  Vladimir Petrović
| N. | Pos. | Giocatore          | Data nascita (età)          | Pres. | Squadra          |
| -- | ---- | ------------------ | --------------------------- | ----- | ---------------- |
| 1  | P    | Nikola Milojević   | 16 aprile 1981 (23 anni)    |       | Hajduk Kula      |
| 2  | D    | Milan Biševac      | 31 agosto 1983 (20 anni)    |       | Železnik         |
| 3  | D    | Bojan Neziri       | 26 febbraio 1982 (22 anni)  |       | Metalurh Donec'k |
| 4  | D    | Milan Stepanov     | 2 aprile 1983 (21 anni)     |       | Vojvodina        |
| 5  | D    | Đorđe Jokić        | 20 gennaio 1981 (23 anni)   |       | OFK Belgrado     |
| 6  | D    | Marko Baša         | 29 dicembre 1982 (21 anni)  |       | OFK Belgrado     |
| 7  | C    | Dejan Milovanović  | 21 gennaio 1984 (20 anni)   |       | Stella Rossa     |
| 8  | C    | Goran Lovré        | 23 marzo 1982 (22 anni)     |       | Anderlecht       |
| 9  | A    | Andrija Delibašić  | 24 aprile 1981 (23 anni)    |       | Maiorca          |
| 10 | C    | Simon Vukčević     | 29 gennaio 1986 (18 anni)   |       | Partizan         |
| 11 | C    | Igor Matić         | 22 giugno 1981 (23 anni)    |       | OFK Belgrado     |
| 12 | C    | Branimir Petrović  | 26 giugno 1982 (22 anni)    |       | Zeta             |
| 13 | D    | Marko Lomić        | 13 settembre 1983 (20 anni) |       | Železnik         |
| 14 | D    | Branko Lazarević   | 14 maggio 1984 (20 anni)    |       | Vojvodina        |
| 15 | C    | Miloš Krasić       | 1º novembre 1984 (19 anni)  |       | CSKA Mosca       |
| 16 | A    | Nikola Nikezić     | 13 giugno 1981 (23 anni)    |       | Sutjeska         |
| 17 | A    | Srđan Radonjić     | 8 maggio 1981 (23 anni)     |       | Partizan         |
| 18 | P    | Aleksandar Čanović | 18 febbraio 1983 (21 anni)  |       | Vojvodina        |

### Tunisia
Allenatore:  Khemais Labidi
| N. | Pos. | Giocatore           | Data nascita (età)          | Pres. | Squadra             |
| -- | ---- | ------------------- | --------------------------- | ----- | ------------------- |
| 1  | P    | Khaled Fadhel (+)   | 29 settembre 1976 (27 anni) |       | Sfaxien             |
| 2  | D    | Anis Boussaïdi      | 10 aprile 1981 (23 anni)    |       | Stade Tunisien      |
| 3  | D    | Karim Haggui        | 20 gennaio 1984 (20 anni)   |       | Strasburgo          |
| 4  | D    | Alaeddine Yahia     | 26 settembre 1981 (22 anni) |       | Guingamp            |
| 5  | A    | Sabeur Trabelsi     | 18 febbraio 1984 (20 anni)  |       | Étoile du Sahel     |
| 6  | C    | Hocine Ragued       | 11 febbraio 1983 (21 anni)  |       | Paris Saint-Germain |
| 7  | D    | Amir Hadj Massaoued | 8 febbraio 1981 (23 anni)   |       | Sfaxien             |
| 8  | D    | Zied Bhairi         | 5 febbraio 1981 (23 anni)   |       | Espérance           |
| 9  | A    | Ali Zitouni         | 11 gennaio 1981 (23 anni)   |       | Espérance           |
| 10 | C    | Khaled Mouelhi      | 13 febbraio 1981 (23 anni)  |       | Club Africain       |
| 11 | A    | Amine Ltaïef        | 4 luglio 1984 (20 anni)     |       | Créteil-Lusitanos   |
| 12 | D    | Anis Ayari          | 16 febbraio 1982 (22 anni)  |       | Stade Tunisien      |
| 13 | C    | Wissem Ben Yahia    | 9 settembre 1984 (19 anni)  |       | Club Africain       |
| 14 | C    | Mejdi Traoui        | 13 dicembre 1983 (20 anni)  |       | Étoile du Sahel     |
| 15 | C    | José Clayton (+)    | 21 marzo 1974 (30 anni)     |       | Espérance           |
| 16 | D    | Issam Merdassi      | 16 marzo 1981 (23 anni)     |       | Sfaxien             |
| 17 | A    | Mohamed Jedidi (+)  | 10 settembre 1978 (25 anni) |       | Étoile du Sahel     |
| 18 | P    | Jassem Khalloufi    | 2 settembre 1981 (22 anni)  |       | La Marsa            |

## Gruppo D

### Costa Rica
Allenatore:  Rodrigo Kenton
| N. | Pos. | Giocatore         | Data nascita (età)          | Pres. | Squadra            |
| -- | ---- | ----------------- | --------------------------- | ----- | ------------------ |
| 1  | P    | Víctor Bolívar    | 3 settembre 1983 (20 anni)  |       | Municipal Liberia  |
| 2  | D    | Michael Rodríguez | 30 dicembre 1981 (22 anni)  |       | Ramonense          |
| 3  | D    | Pablo Salazar     | 21 novembre 1982 (21 anni)  |       | Alajuelense        |
| 4  | D    | Michael Umaña     | 16 luglio 1982 (22 anni)    |       | Herediano          |
| 5  | D    | Roy Myrie         | 21 agosto 1982 (21 anni)    |       | Alajuelense        |
| 6  | A    | Whayne Wilson (+) | 7 settembre 1975 (28 anni)  |       | Ramonense          |
| 7  | A    | Erick Scott       | 29 maggio 1981 (23 anni)    |       | Columbus Crew      |
| 8  | C    | José Luis López   | 31 marzo 1981 (23 anni)     |       | Saprissa           |
| 9  | C    | Pablo Brenes      | 4 agosto 1982 (22 anni)     |       | MetroStars         |
| 10 | C    | Warren Granados   | 6 dicembre 1981 (22 anni)   |       | Alajuelense        |
| 11 | A    | Álvaro Saborío    | 25 marzo 1982 (22 anni)     |       | Saprissa           |
| 12 | C    | Leonardo Araya    | 15 dicembre 1982 (21 anni)  |       | Santos de Guápiles |
| 13 | D    | Daniel Vallejos   | 27 maggio 1981 (23 anni)    |       | Herediano          |
| 14 | D    | José Villalobos   | 5 giugno 1981 (23 anni)     |       | Cartaginés         |
| 15 | D    | Júnior Díaz       | 12 settembre 1983 (20 anni) |       | Herediano          |
| 16 | C    | Carlos Hernández  | 9 aprile 1982 (22 anni)     |       | Alajuelense        |
| 17 | A    | Jairo Arrieta     | 25 agosto 1983 (20 anni)    |       | Guanacasteca       |
| 18 | P    | Neighel Drummond  | 2 febbraio 1982 (22 anni)   |       | Alajuelense        |

### Iraq
Allenatore:  Adnan Hamad
| N. | Pos. | Giocatore              | Data nascita (età)          | Pres. | Squadra           |
| -- | ---- | ---------------------- | --------------------------- | ----- | ----------------- |
| 1  | P    | Noor Sabri             | 18 giugno 1984 (20 anni)    |       | Al-Quwa Al-Jawiya |
| 2  | D    | Saad Attiya            | 26 febbraio 1987 (17 anni)  |       | Al-Zawraa         |
| 3  | D    | Bassim Abbas           | 1º luglio 1982 (22 anni)    |       | Al-Talaba         |
| 4  | D    | Haidar Abdul-Jabar (+) | 25 agosto 1976 (27 anni)    |       | Al-Ittihad Aleppo |
| 5  | C    | Nashat Akram           | 12 settembre 1984 (19 anni) |       | Al-Nassr          |
| 6  | C    | Salih Sadir            | 21 agosto 1981 (22 anni)    |       | Zamalek           |
| 7  | A    | Emad Mohammed          | 24 luglio 1982 (22 anni)    |       | Al-Ittihad Doha   |
| 8  | C    | Abu Al-Hail (+)        | 21 dicembre 1975 (28 anni)  |       | Esteghlal Ahvaz   |
| 9  | A    | Razzaq Farhan (+)      | 1º luglio 1977 (27 anni)    |       | Qatar SC          |
| 10 | A    | Younis Mahmoud         | 2 marzo 1983 (21 anni)      |       | Al-Wahda          |
| 11 | C    | Hawar Mulla Mohammed   | 1º giugno 1981 (23 anni)    |       | Al-Quwa Al-Jawiya |
| 12 | D    | Haidar Abdul-Razzaq    | 9 giugno 1982 (22 anni)     |       | Al-Talaba         |
| 13 | C    | Qusay Munir            | 12 aprile 1981 (23 anni)    |       | Al-Quwa Al-Jawiya |
| 14 | D    | Haidar Abdul-Amir      | 2 novembre 1982 (21 anni)   |       | Al-Zawraa         |
| 15 | C    | Mahdi Karim            | 10 dicembre 1983 (20 anni)  |       | Al-Talaba         |
| 16 | A    | Ahmad Mnajed           | 13 dicembre 1981 (22 anni)  |       | Al-Zawraa         |
| 17 | A    | Ahmad Salah Alwan      | 18 giugno 1982 (22 anni)    |       | Zamalek           |
| 18 | P    | Uday Taleb             | 6 novembre 1981 (22 anni)   |       | Al-Zawraa         |

### Marocco
Allenatore:  Mustapha Madih
| N. | Pos. | Giocatore                | Data nascita (età)         | Pres. | Squadra          |
| -- | ---- | ------------------------ | -------------------------- | ----- | ---------------- |
| 1  | P    | Omar Charef              | 19 febbraio 1981 (23 anni) |       | Mouloudia Oujda  |
| 2  | D    | Monsef Zerka             | 30 agosto 1981 (22 anni)   |       | Nancy            |
| 3  | C    | Salaheddine Aqqal        | 1º gennaio 1984 (20 anni)  |       | Ol. Khouribga    |
| 4  | D    | Jamal Alioui             | 2 giugno 1982 (22 anni)    |       | Perugia          |
| 5  | C    | Merouane Zemmama         | 7 ottobre 1983 (20 anni)   |       | Raja Casablanca  |
| 6  | D    | Badr El Kaddouri         | 31 gennaio 1981 (23 anni)  |       | Dinamo Kiev      |
| 7  | A    | Farid Talhaoui           | 10 febbraio 1982 (22 anni) |       | Guingamp         |
| 8  | C    | Yazid Kaïssi             | 16 maggio 1981 (23 anni)   |       | Lens             |
| 9  | A    | Mustapha Allaoui         | 30 maggio 1983 (21 anni)   |       | Maghreb Fès      |
| 10 | A    | Bouabid Bouden           | 1º febbraio 1982 (22 anni) |       | Lens             |
| 11 | A    | Mehdi Taouil             | 20 maggio 1983 (21 anni)   |       | Norimberga       |
| 12 | A    | Bouchaib El Moubarki (+) | 12 gennaio 1978 (26 anni)  |       | Al-Wasl          |
| 13 | D    | Oussama Souaidy          | 25 agosto 1981 (22 anni)   |       | Maiorca B        |
| 14 | C    | Azzeddine Ourahou        | 12 agosto 1984 (19 anni)   |       | Istres           |
| 15 | D    | Sami Tajeddine           | 10 giugno 1982 (22 anni)   |       | Raja Casablanca  |
| 16 | D    | Elamine Erbate           | 1º gennaio 1981 (23 anni)  |       | Raja Casablanca  |
| 17 | C    | Otmane El Assas (+)      | 30 gennaio 1979 (25 anni)  |       | Al-Ittihad Doha  |
| 18 | P    | Nadir Lamyaghri (+)      | 13 febbraio 1976 (28 anni) |       | Wydad Casablanca |

### Portogallo
Allenatore:  José Romão
| N. | Pos. | Giocatore          | Data nascita (età)          | Pres. | Squadra           |
| -- | ---- | ------------------ | --------------------------- | ----- | ----------------- |
| 1  | P    | José Moreira       | 20 marzo 1982 (22 anni)     |       | Benfica           |
| 2  | D    | Mário Sérgio       | 28 luglio 1981 (23 anni)    |       | Sporting Lisbona  |
| 3  | C    | Raul Meireles      | 17 marzo 1983 (21 anni)     |       | Boavista          |
| 4  | D    | Bruno Alves        | 27 novembre 1981 (22 anni)  |       | Vitória Guimarães |
| 5  | D    | Ricardo Costa      | 16 maggio 1981 (23 anni)    |       | Porto             |
| 6  | D    | Fernando Meira (+) | 5 giugno 1978 (26 anni)     |       | Stoccarda         |
| 7  | A    | Cristiano Ronaldo  | 5 febbraio 1985 (19 anni)   |       | Manchester Utd    |
| 8  | C    | Hugo Viana         | 15 gennaio 1983 (21 anni)   |       | Newcastle Utd     |
| 9  | A    | Hugo Almeida       | 23 maggio 1984 (20 anni)    |       | Porto             |
| 10 | C    | Carlos Martins     | 29 aprile 1982 (22 anni)    |       | Sporting Lisbona  |
| 11 | C    | Jorge Ribeiro      | 9 novembre 1981 (22 anni)   |       | Varzim            |
| 12 | D    | Nuno Frechaut (+)  | 24 settembre 1977 (26 anni) |       | Boavista          |
| 13 | A    | Luís Boa Morte (+) | 4 agosto 1977 (27 anni)     |       | Fulham            |
| 14 | C    | José Bosingwa      | 24 agosto 1982 (21 anni)    |       | Porto             |
| 15 | A    | Luís Lourenço      | 5 giugno 1983 (21 anni)     |       | Belenenses        |
| 16 | D    | João Paulo         | 6 giugno 1981 (23 anni)     |       | União Leiria      |
| 17 | C    | Danny              | 7 agosto 1983 (21 anni)     |       | Sporting Lisbona  |
| 18 | P    | Bruno Vale         | 8 aprile 1983 (21 anni)     |       | Porto             |